# Palacio de Justicia del Condado de Livingston (Illinois)
El Palacio de Justicia del Condado de Livingston (en inglés, Livingston County Courthouse) es un edificio histórico y un antiguo centro judicial del condado de Livingston, Illinois (Estados Unidos). Se encuentra en la sede del condado de Pontiac.

## Historia
El actual Palacio de Justicia del Condado de Livingston es el tercer edificio que lleva ese nombre. La construcción del palacio de justicia actual comenzó a fines de 1874 y se completó a fines del año siguiente. El juzgado se construyó después de que el fuego consumiera el segundo juzgado del condado de Livingston el 4 de julio de 1874. El plan para el palacio de justicia se seleccionó de una lista de diez planes candidatos. La Junta de Supervisores del Condado señaló en ese momento que el plan seleccionado "costó más dinero (pero) era el único que por tamaño, cualidades a prueba de fuego y solidez respondería al propósito, y de hecho lo era, en cuestión de gustos". y elegancia, muy por delante de cualquier otro". Sin embargo, el autor de The County Archives of the State of Illinois de 1915 calificó el edificio como "apenas a prueba de fuego". La torre del reloj del juzgado se instaló en 1892. Sirvió como el centro judicial principal del condado hasta fines de 2011, cuando se abrió un Centro de Ley y Justicia de reemplazo al otro lado de la calle. Actualmente alberga oficinas del condado que no están relacionadas con los tribunales.

## Arquitectura

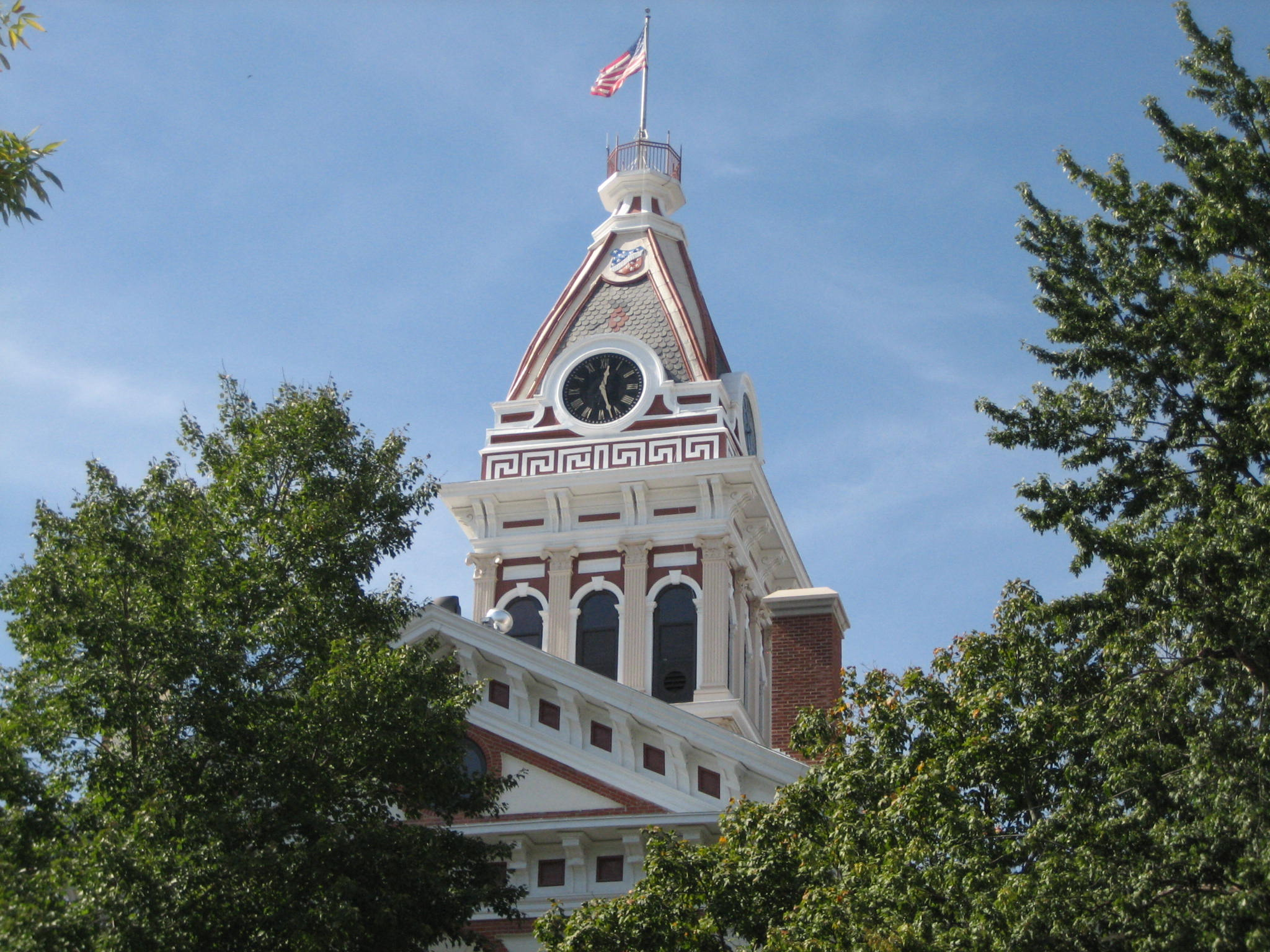
La torre del reloj fue añadida en 1892

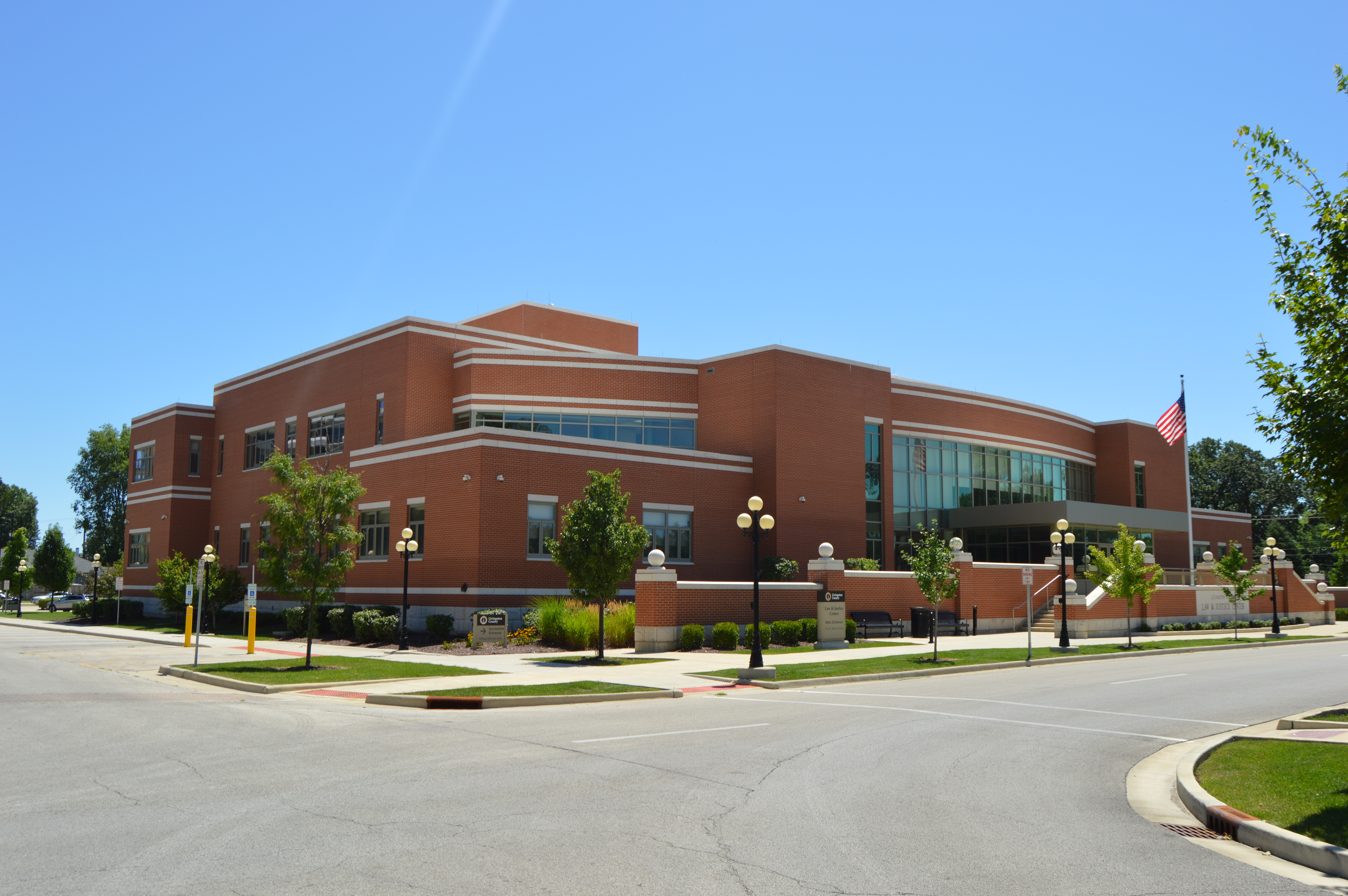
Palacio de justicia de reemplazo, inaugurado en 2011

John C. Cochrane, un arquitecto de Chicago diseñó el palacio de justicia del condado de Livingston en estilo Segundo Imperio. El edificio es simétrico y rectangular, de dos pisos de altura. Cada una de sus cuatro esquinas presenta una torre y también hay una torre de reloj central que remata el edificio. Algunos elementos arquitectónicos que se encuentran en la estructura incluyen: crucetas, cornisas, un techo abuhardillado, modillones, hiladas de cinturón y tejas estampadas. Desde el sótano hasta los aleros, el edificio mide 55 pies de altura y la torre del reloj se encuentra a 70 pies sobre el sótano.

## Importancia histórica
El Palacio de Justicia del Condado de Livingston se agregó al Registro Nacional de Lugares Históricos el 19 de noviembre de 1986. Se agregó porque cumplía con los criterios de inclusión en las áreas de política y gobierno, así como en arquitectura. El edificio fue la sede de la actividad judicial en el condado de Livingston, Illinois, desde 1875 hasta el siglo XXI, y es un excelente ejemplo local del estilo del Segundo Imperio.